# Seven Churches
Seven Churches er det amerikanske dødsmetalband Possesseds debutalbum, som blev udgivet i 1985. Albummet havde en massiv indvirkning på heavy metal, men bidrog også til etableringen af dødsmetal. Mange inkarnerede fans har døbt Possessed og Seven Churches som "bedstefaren til dødsmetal", selvom dette dog er et meget omdiskuteret emne. Men alligevel anses det generelt at Seven Churches var udgivelsen der definitivt definerede forskellen på thrash og dødmetal. Titlen på albummet refererer til de syv kirker i Asien, som nævnes i Johannes' Åbenbaring. Det første spor begynder med en version af Mike Oldfields Tubular Bells arrangeret og sunget af produceren Randy Burns. Det anses af nogle som det første dødsmetal-album, hvorimod andre fastholder at det var bandet Deaths tidlige værker. Både Seven Churches og Deaths Scream Bloody Gore var produceret af Randy Burns.

## Spor
1. "The Exorcist" – 4:51
2. "Pentagram" – 3:34
3. "Burning in Hell" – 3:10
4. "Evil Warriors" – 3:44
5. "Seven Churches" – 3:14
6. "Satan's Curse" – 4:15
7. "Holy Hell" – 4:11
8. "Twisted Minds" – 5:10
9. "Fallen Angel" – 3:58
10. "Death Metal" – 3:14